# 전첨 류세구 묘역
전첨 류세구 묘역은 대한민국 경기도 의정부시 산곡동에 있다. 2009년 10월 14일 의정부시의 향토문화재 제15호로 지정되었다.

## 개요
전첨(典籤, 조선시대 종친부에 속하던 벼슬)을 지낸 류세구(柳世龜, 1493~1553)와 그의 후손들이 모셔진 묘역이다. 류세구의 묘역 내에는 1577년(선조 10년)에 건립된 것으로 보이는 석물이 있어 조선 중기 사대부 분묘의 양식과 형태를 확인할 수 있다.
총 13기의 봉분이 능선을 따라 자리하고 있으며 각 봉분에 부설된 석물(石物)은 모두 109점 정도이다. 장남 류감(三墳)의 분묘는 류감(三墳)의 부인 창녕 조씨와 교하 노씨의 분묘와 함께 품(品)자로 연결되어 있는데, 이는 우리나라에서 보기 힘든 형태로 매우 특이하다.
1. ↑  “류세구 묘역”. 2025년 5월 28일에 확인함.